# Strada statale 69 di Val d'Arno
La ex strada statale 69 di Val d'Arno (SS 69), ora strada regionale 69 di Val d'Arno (SR 69), è una strada regionale italiana. Collega le principali località del Valdarno superiore con Arezzo. Prima dell'apertura del tratto valdarnese dell'autostrada del Sole, ha costituito una delle principali vie di comunicazione dell'Italia centrale.

## Percorso
La strada inizia in località San Francesco, nel comune di Pelago, dove si stacca dalla strada statale 67 Tosco Romagnola, proveniente da Pontassieve, che prosegue verso il Mugello e la provincia di Forlì.
Si dirige quindi verso sud, seguendo il Valdarno superiore e mantenendosi poco lontana dalla riva destra del fiume. Lasciato il comune di Pelago ed entrata in quello di Reggello, percorre alcuni chilometri alle pendici del Pratomagno, per poi riavvicinarsi al fiume - superandolo - poco prima di Incisa Valdarno. Oltrepassata Incisa, la 69 continua sul lato sinistro del fiume, toccando Figline Valdarno ed entrando in provincia di Arezzo. Con andamento pianeggiante, parallelo alla ferrovia storica Firenze-Roma, raggiunge prima San Giovanni Valdarno e poi Montevarchi.
Lungo questa tratta dal 1914 al 1936 era posato il binario della tranvia Tranvia Valdarnese, che collegava San Giovanni Val d'Arno con Montevarchi e Levane. Tale linea, a trazione elettrica, era gestita dalla Società per la trazione elettrica del Valdarno superiore (STV) e svolse un ruolo essenziale nello sviluppo industriale della zona, arrivando a trasportare più di 1.300.000 viaggiatori l'anno.
Superate Montevarchi ed il paese di Levane (dal settembre 2007 è aperta una variante che ne permette l'aggiramento, lunga tre km che è ricadente per intero nel territorio del comune di Bucine), la strada abbandona il fondovalle dell'Arno, risale le colline che lo separano dalla Valdichiana ed incontra i paesi di Ponticino, Pieve a Maiano, Indicatore e Pratantico. In questo tratto, il percorso originario è stato leggermente corretto da alcune varianti (aperte nel 1962), che hanno permesso di eliminare qualche passaggio a livello e di migliorare l'andamento planimetrico del tracciato. Dopo Indicatore, entra nella pianura aretina, terminando ad Arezzo, presso la tangenziale urbana.
In seguito al decreto legislativo n. 112 del 1998, dal 2001, la gestione è passata dall'ANAS alla Regione Toscana, che ha ulteriormente devoluto le competenze alla Provincia di Firenze e alla Provincia di Arezzo.